# Megaselia luisieri
Megaselia luisieri is een vliegensoort uit de familie van de bochelvliegen (Phoridae). De wetenschappelijke naam van de soort werd voor het eerst geldig gepubliceerd in 1939 door Schmitz.